# خداحافظی با زبان
خداحافظی با زبان (به فرانسوی: Adieu au Langage) فیلمی است سه‌بعدی که ژان-لوک گدار، فیلم‌ساز فرانسوی، در سال ۲۰۱۴ میلادی ساخت. این فیلم همان طور که از نامش پیداست، خداحافظی با زبان به مفهوم کلی آن است: از زبان سینما گرفته تا زبان عشق. موضوع فیلم درباره زنی متاهل و مردی مجرد است که با یکدیگر آشنا می‌شوند، به هم دل می‌بازند و در نهایت از عشق فارغ می‌شوند. گدار ۸۳ ساله در این فیلم نشان می‌دهد که چگونه زبان، به شیوه‌های مختلف، ما را در ارتباط با یکدیگر ناکام می‌گذارد و در عین حال به مخاطب یادآوری می‌کند که در سینما قانونی برای این که چه چیزی باید گفت و چگونه باید گفت وجود ندارد.

## طرح
فیلم به دو بخش تقسیم می‌شود:

بخش اول داستان، روی یک اسکله اتفاق می‌افتد. در پس زمینه، شیء شناوری دیده می‌شود که به نظر می‌رسد به طرف تماشاگر در حرکت است. روی اسکله، آدم‌هایی که با یکدیگر غریبه‌اند به طور تصادفی گفتگویی را با یکدیگر آغاز می‌کنند. آنها درباره مهم‌ترین مسائل قرن بیستم - از منظر فیلم‌ساز- یعنی توتالیتریسم، رابطه زن و مرد و نازیسم حرف می‌زنند. در طول مکالمه‌ها، تصاویر بسته متعددی از صفحه موبایل افراد مختلف نشان داده می‌شود که برای یکدیگر پیامک می‌فرستند.

در بخش دوم فیلم، شاهد مکالمه میان زنی متاهل و معشوقش هستیم. آن دو که بیشتر اوقات برهنه‌اند، پرسش‌هایی فلسفی را مطرح می‌کنند که یا درست شنیده نمی‌شود (سر و صدایی باعث می‌شود پرسش را نشنویم) یا پاسخی برایش وجود ندارد. پس از سر و کله‌زدن‌های فلسفی بسیار، مرد در حالی که در توالت خودش را خالی می‌کند می‌گوید «همه این فکرها مزخرف است.» در میانه این مکالمه‌ها، سگی را می‌بینیم که این طرف و آن طرف می‌دود، دور و برش را نگاه می‌کند، زمین را بو می‌کند. مرد می‌گوید تنها این سگ است که چون هیچ آگاهی کلامی‌ای ندارد جهان را چنان که هست تجربه می‌کند. «به زودی هر کس برای این که حرف خودش را بفهمد به مترجم نیاز خواهد داشت.» فیلم با صدای گریه نوزادی تمام می‌شود. نمادی از این که زندگی به هر حال ادامه خواهد داشت.

## تولید فیلم
گدار پیش‌تر درباره این فیلم گفته بود «فیلمی است درباره زن و مردی دیگر زبان مشترکی ندارند. سگ پادرمیانی می‌کند و به حرف می‌آید.»

این فیلم نخستین فیلم بلند گدار است که به شیوه سه‌بعدی فیلم‌برداری می‌شود. پیش از آن گدار، فیلم سه‌بعدی را در یکی از اپیزودهای 3X3D تجربه کرده بود.

فیلم از بخش‌های متعددی تشکیل شده که تکرار می‌شوند یا با یکدیگر تداخل دارند. تصاویر سوپرایمپوز شده، متن، کلیپ‌هایی از فیلم‌های قدیمی، تصاویری که با دوربین‌های با تفکیک‌پذیری پایین گرفته شده‌اند، حتی صحنه‌ای تئاتری که در آن لرد بایرون و مری شلی حضور دارند، در کنار هم قرار گرفته‌اند.

جا به جا، از نویسندگان، فیلسوفان و هنرمندان مختلف نظیر مونه نقل قول‌هایی آورده می‌شود. برخی از این نقل‌قول‌ها روی تصویر نوشته می‌شود و برخی دیگر با صدای راوی شنیده می‌شود.

## جوایز و افتخارها
- در سال ۲۰۱۴، جایزه هیئت داوران جشنواره فیلم کن به طور مشترک به ژان-لوک گدار برای خداحافظ زبان و خاویر دولان برای فیلم مامان تعلق گرفت.[۷]
- جایزه بهترین فیلم سال ۲۰۱۴ از طرف انجمن ملی منتقدان فیلم آمریکا[۸]